# Wanda Vázquez Garced
Wanda Vázquez Garced   (San Juan, 9 de juliol de 1960) és una fiscal i funcionària porto-riquenya. Va estudiar advocacia en la Universitat de Puerto Rico i es va doctorar en Jurisprudència en la Universitat Interamericana de Puerto Rico. Durant 20 anys, va ser fiscal de districte del Departament de Justícia en la divisió de casos de violència domèstica i es va especialitzar en casos d'abús domèstic i sexual. El 2010, va ser nomenada pel llavors governador Luis Fortuño directora de l'oficina de la Procuradoria de la Dona, càrrec que va ocupar fins a 2016. A finals del 2016, el governador Ricardo Rosselló la va nomenar secretària de Justícia.
El 7 d'agost de 2019 va convertir-se en la nova governadora de Puerto Rico, la segona dona després de Sila Calderón (2001-2005), a partir de la renúncia de Ricardo Rosselló i després haver-se declarat inconstitucional el nomenament com a governador del Secretari d'Estat Pedro Pierluisi Urrutia, en no tenir el suport de les dues cambres de l'Assemblea Legislativa.

## Biografia
Va començar els seus estudis primaris a les escoles Ramón Marín i Margarita Janer a Guaynabo, Puerto Rico. Va estudiar a la Universitat de Puerto Rico, on va completar el batxillerat. Després va completar un Juris Doctor a la Facultat de Dret de la Universitat Interamericana de Puerto Rico. Durant la dècada de 1980, Vázquez va treballar per al Departament d'Habitatge de Puerto Rico. Després va treballar com a fiscal de districte per al Departament de Justícia de Puerto Rico durant 20 anys. Vázquez està especialitzada en casos d'abús  domèstic i sexual. També va treballar en la Divisió Penal de la Fiscalia de Bayamón. El 2010, va ser designada per substituir a Ivonne Feliciano com a cap de l'Oficina de Drets de les Dones de l'illa "Procuradora la dona" sota l'administració del llavors governador de Puerto Rico Luis G. Fortuño Burset. El 30 de novembre de 2016, el governador electe Ricardo Rosselló la va nominar per al càrrec de Secretari de Justícia de Puerto Rico. Va ser confirmada i jurada el 18 de gener de 2017.